# Міжнародна Тегеранська конференція «Огляд голокосту: глобальне бачення»
Міжнаро́дна Тегера́нська конфере́нція «О́гляд голоко́сту: глоба́льне ба́чення» (11-12 грудня 2006) — конференція проведена міністерством закордонних справ Ірану, яка зібрала до 150 дослідників та істориків із 30 країн світу: серед учасників присутні відомі дослідники, які заперечують голокост.
Ініціатором конференції виступив президент Ірану Махмуд Ахмадінеджад, який вважає голокост міфом.

## Тематика конференції
Офіційною метою конференції було заявлено неупереджене дослідження Голокосту і розгляд питання про те, чи дійсно нацисти вбивали євреїв в газових камерах. З самого початку організатори конференції наполягали на тому, що захід носить характер наукових вишукувань, «далеких від пропаганди і вираження політичних поглядів», і проводиться «при повній повазі до єврейського народу».
Відкрив конференцію голова міністр закордонних справ Ірану Манучехр Моттакі словами: «Наше завдання — не підтвердження або спростування існування голокосту. Ми хочемо дати можливість викласти свою думку мислителям, які не можуть зробити цього в Європі». Його головні тези полягали в тому, що масове знищення євреїв заперечувати не можна, але під час війни люди гинуть завжди: «Американці вбивали в'єтнамців, японці — корейців і китайців», зауважив міністр, — «але чому треба особливо виділяти тільки німців, які вбивали євреїв? І зараз легенда про голокост допомагає Ізраїлю вести агресивну політику, вбивати палестинців.»
Серед тем конференції: «Чому сіоністи співпрацювали з Гітлером?» Оскільки в ряді країн, де правили нацисти, після війни з'явилися закони, що забороняють заперечення холокосту, Іран оголосив, що це «можливість висловитися для вчених, які не можуть вільно висловлювати в Європі свої погляди на голокост». Якщо Захід має намір надавати притулок іранським дисидентам, то Іран надасть притулок Девіду Дюку. Якщо Захід стверджує, що підтримує свободу слова, Іран буде робити те ж саме.
За твердженням представників приймаючої сторони — іранського Інституту політичних і міжнародних досліджень, попри те що «голокост є інструментом пропаганди, який реабілітує допомогу єврейському народу в XX столітті», вони готові віддати данину поваги юдаїзму.
Єдиний представник Росії — науковий співробітник ІМЕМО РАН Віктор Надєїн-Раєвський до початку виступів розповів, що не згоден з терміном «голокост», який має «сакральне значення», але заперечувати геноцид євреїв неможливо — як, втім, і геноцид циган, слов'ян, інших народів під час Другої світової війни. Однак вченому незрозуміло, чому Ізраїль вшановує пам'ять своїх предків, але не визнає геноцид інших народів, як наприклад, геноцид вірмен у Туреччині.
Один з делегатів від Німеччини запропонував порахувати потужність всіх наявних на той час крематоріїв і арифметично вивів, що 6 мільйонів євреїв довелося б безперервно спалювати 15 років.
«На Міжнародній конференції в Тегерані провідні вчені світу дали всебічну оцінку поняття «голокост», піддали критиці все наукової спроби фальсифікації історії, вчинені сіоністами». (Рабин М. А. Фрідман)

## Учасники конференції
Серед учасників конференції були:
- Рабин Аарон Коен (Велика Британія), представник британської єврейської громади, який заявив, що факт Голокосту не підлягає сумніву, а й не може служити виправданням для «ізраїльських злочинів проти палестинців».
- Ісраель Шамір виступив з доповіддю «Про брехню сіоністської пропаганди»,
- Мішель Ренуф (Мікеле Ренауф) (Австралія) виступила з доповіддю «антихристиянський характер релігії голокосту»,
- Рабин Мойше Ар'є Фрідман виступив з доповіддю «Сіонізм і холокост з точки зору ортодоксального єврея-антисіоніста».
- Девід Дюк (США), свого часу перебував у «Ку-клукс-клані»; стверджує, що стосовно Голокосту повинна бути «свобода слова». «Той факт, що не можна вільно обговорювати Голокост, дозволяє ізраїльтянам приховувати злочини проти палестинського народу», - заявив він.
- Жорж Тіль (Тейль, Тей) (Франція), письменник, засуджений на батьківщині за поширення ревізіоністських теорій. Він називає голокост «величезною брехнею». «Євреїв переслідували, але ніякої машини для вбивства нацисти не створювали, в газових камерах нікого не вбивали», - стверджує Тіль.
- Фредерік Тобен (Тебен) (Австралія) - спеціалізується на запереченні нацистських газових камер, виступив з доповіддю «Техніка голокосту».
- Робер Форіссон (Франція) виступив з доповіддю «Перемоги ревізіонізму».
- Річард Крейг (Австралія) обіцяв наступного разу призвести до Тегерана модель концтабору Аушвіц.

## Підсумки конференції
У звіті про конференцію, автором якого є Бенрхард Шауб, були піддані різкій критиці думки ЄС,
США та ООН з приводу скликання конференції. На думку Шауба, «вони показали свій неймовірний страх перед істиною». Також в цьому звіті було піддано критиці громадську думку про Іран як про «поліцейську державу». На закінчення виявив надію на те, що робота ревізіоністів буде продовжена:

«Тепер чекає робота. Завершення конференції в Тегерані було не кінцем, а, будемо сподіватися, початком з далекосяжними наслідками.»

## Міжнародна реакція на конференцію
Проти проведення конференції протестували деякі представники громадськості Ірану, в їх числі іранські євреї, які вважають обурливим заперечення голокосту.

## Матеріали конференції
- Матеріали міжнародної Тегеранської конференції 11-12 грудня 2006 року. [Архівовано 12 червня 2010 у Wayback Machine.]
- Матеріали міжнародної Тегеранської конференції 11-12 грудня 2006 року. [Архівовано 12 червня 2010 у Wayback Machine.]